# Fals documental
El fals documental és un gènere de cinema i televisió o una obra del mencionat gènere. S'acostuma a incloure dintre de la comèdia, encara que existeixen casos de falsos documentals dramàtics. El fals documental es presenta com un enregistrament de la vida real, encara que es produeix com una obra de ficció. És un mitjà habitual de paròdia i sàtira.
El fals documental o mockumentary (mock: burla) és un gènere que imita els codis i convencions desenvolupats pel cinema documental en una obra de ficció. Aquest gènere es presenta de vegades com a documental històric amb comentaristes que parlen d'esdeveniments passats o, utilitzant un recurs del cinema de realitat, amb personatges als quals se segueix a través de diverses situacions. És freqüent que els falsos documentals siguin parcial o completament improvisats, sota la premissa que aquest estil d'actuació ajuda a sostenir la sensació de realisme.

## Antecedents

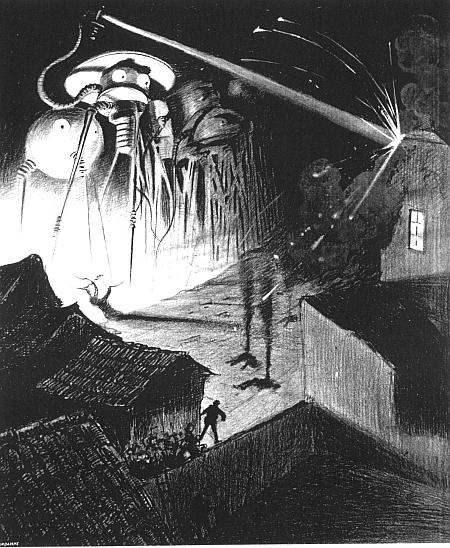
Dibuix d'una edició belga (1906) de La guerra dels mons, dibuixat per l'artista brasiler Henrique Alvim Correa. La imatge mostra una armada de màquines de guerra marcianes destruint un poble anglès.

Un exemple el trobem a la versió radial que va crear Orson Welles de «La guerra dels mons», el 30 d'octubre de 1938. I més tard en una emissió televisiva de 1957 del programa britànic Panorama Swiss Spaghetti Harvest. Sovint es presenten com documentals històrics amb comentaristes que parlen d'esdeveniments passats o, utilitzant un recurs del cinema de realitat, amb personatges als quals se segueix a través de diverses situacions. Els exemples d'aquesta forma de sàtira es remunten almenys als anys 1950 (Un altre exemple és l'emissió de 1957 del programa britànic Panorama), encara que el terme anglès que ho designa, «mockumentary», s'atribueix a Rob Reiner, director de This Is Spinal Tap, que el va usar en una entrevista de mitjans dels anys 1980 per referir-se a la mencionada pel·lícula. Gràcies als efectes especials, la imatge fotogràfica ha perdut la condició d'«índex» de la realitat. Tanmateix, el fals documental situa l'interès de la manipulació no tant en la imatge com en el discurs. Una de les característiques fonamentals dels «mockumentaries» per analitzar és l'evidència o no de la naturalesa de ficció de la peça en tota la seva existència, per més que participin de les estratègies de verificació del text documental.

## Tipologia
Weinrichter distingeix tres tipus de fals documental segons el seu grau de reflexivitat: 
- Paròdia
- Crítica
- Falsificació i desconstrucció

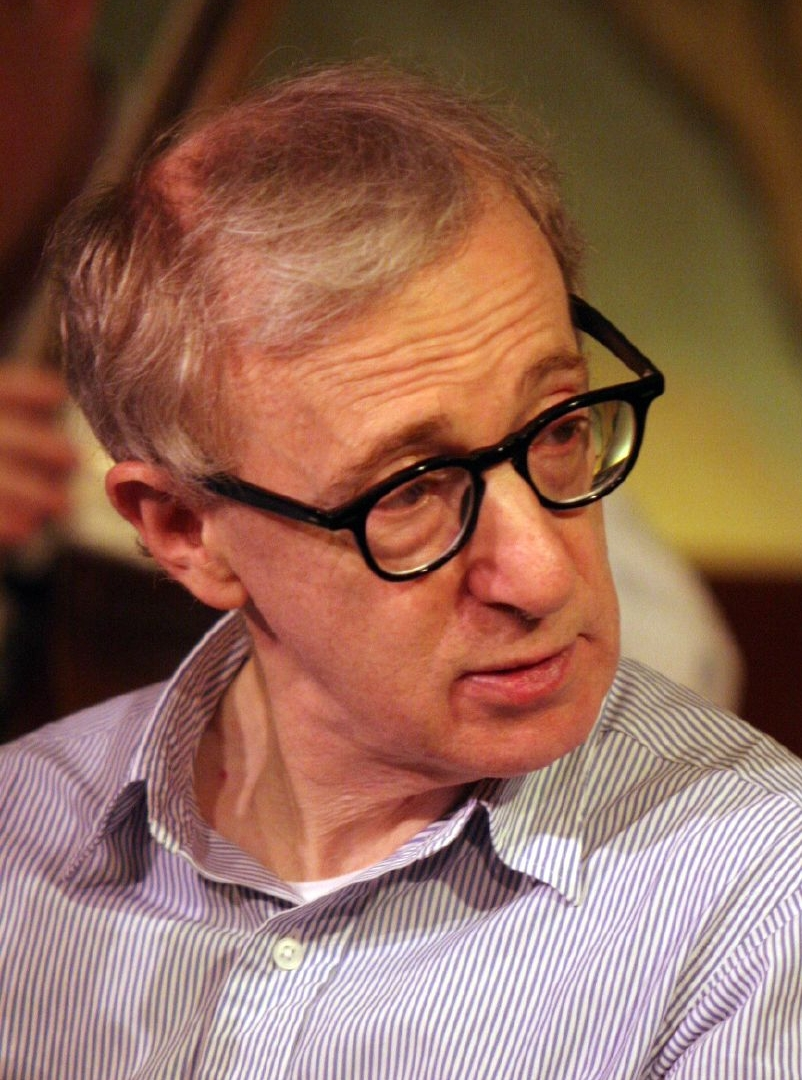
Director de cinema Woody Allen

Cristian Pineda Amo explica que: 
| «                                                                                           | el cinema de NO-FICCIÓ representa un gir d'innovació a la conservadora institució del Cinema. Amb aquest concepte clàssic del documental posat en crisi, ens preguntem quina és l'herència que ha produït al cinema actual: la seva estètica. | » |
| — Cristian Pineda Amo. El documental como estética Universitat de Sevilla (2007) pp.101-112 | |   |

A Recursos teóricos para el análisis de los filmes, Antonio Fernández diu que:
| « | ...perquè l'art subministri indicadors i puguem percebre vivències (tant presents com absents), cal reafirmar la interpretació de l'herència del passat com a vivència del present. A l'art res no és nou, perquè a partir de les formes estètiques anteriors és possible inventar formes noves, que a més a més podem utilitzar per a canvis posteriors i la seva posada en funcionament. | » |

 D'aquí es desprèn la gran rellevància que l'espectador posseeix en aquesta experiència, fonamental per a la interpretació de les imatges i comprensió del gènere amb format de ficció, estant no-ficció.

Alberto Nahúm García Martínez expressa que: 
| « | La veritat al fals documental es presenta com una construcció manipulada i queda reduïda a una simple qüestió d'estil, al coneixement i aplicació d'unes certes estratègies retòriques que subministrin la versemblança necessària a què vol contar. Per evitar la fàcil suspensió de la credulitat de l'espectador, acostuma a resultar efectiu enquadrar les mentides en un marc veritable. Així, es guanya la credibilitat de l'espectador, doncs identifica com a familiars alguns aspectes que presenta el film. Qualsevol estratègia és vàlida per dinamitar els codis que separen la realitat de la ficció, coneguts per l'espectador: el realisme a l'estil, l'espontaneïtat o el descuit, la veu en off solemne, el no-control de tot el rodatge, l'aportació de dades suposadament científiques, la reubicació de declaracions reals o la projecció del propi procés de producció i realització. Si algú contempla un fals documental previngut de que es tracta d'un engany, la seva desconfiança serà absoluta des de l'inici i cercarà les empremtes de l'engany per la influència que el paratext comporta per a la recepció. A la majoria d'ocasions, l'espectador assisteix amb credibilitat pel que observa fins que topa amb alguns detalls que van revocant la seva convicció. Tant a les seves propostes paròdiques com a les més deconstructores i reflexives, l'audiència ha de percebre l'engany, sigui per captar les bromes proposades o per reflexionar al voltant de la tradicional naturalesa factual assignada al documental. Els realitzadors de fakes tractarien de conjurar l'engany audiovisual aplicant-los el seu mateix procediment: reactivar la consciència crítica davant la imatge mitjançant un altre falsejament més, evident i identificable per a mirades instruïdes, d'aquí la importància que se l'atorga al receptor i a les seves competències interpretatives en aquest subgènere | » |
| — Alberto Nahúm García Martínez, La traición de las imágenes: mecanismos y estrategias retóricas de la falsificación audiovisual (2006) pp. 308-312). | |   |

## Rol de l'espectador
El cinema proposa al seu espectador una experiència. Tot a partir de considerar la recepció com una dialèctica entre subjecte i realitat, entre les propietats de l'objecte i les intencions de l'observador. Es tracta d'un procés actiu i selectiu, que sempre dependrà de les estratègies de coneixement, ja sigui per l'atenció o per les intencions que es posen en joc davant la realitat. L'espectador davant la imatge, elabora una representació mental construïda a partir d'una combinació d'indicis actuals i els recursos de l'experiència anterior.

### Primeres aproximacions
Des dels començaments, el paper de l'espectador al cinema ha estat subestimat. Aquest era entès com un subjecte passiu, qui rebia el missatge en la situació comunicativa, complint l'única funció de receptor. Els processos d'informació que en ell actuen, el context sociocultural i històric, la situació espaciotemporal de la projecció, entre d'altres, no eren presos en compte, simplement es reconeixia la seva presència com un element més de l'acte de comunicació, però no com a persona real.

## Cinema
- Zelig (1983)
- El projecte de la bruixa de Blair (1999)
- C.S.A.: The Confederate States of America (2004)
- El taxista ful (2005)
- Borat: Cultural Learnings of America for Make Benefit Glorious Nation of Kazakhstan (2006)
- REC (2007)
- Paranormal Activity (2007)
- Cloverfield (2008)
- Districte 9 (2009)
- Exit Through the Gift Shop (2010)
- Trolljegeren (2010)

## Sèries de televisió
A més a més de les següents, d'altres sèries han utilitzat el fals documental a episodis individuals.
- The X-Files
- Els Simpson (l'episodi vint-i-dosè de l'onzena temporada anomenat Behind the Laughter)
- Modern Family
- Caminant entre dinosaures
- ER

## Documentals de televisió
- Opération Lune (2002)
- Camaleó (1991)